# Great Wall Voleex C10
Great Wall Voleex C10 — супермини, производившийся с 2010 по 2014 год китайской компанией Great Wall Motors. При разработке дизайна компания ориентировалась на Toyota Vitz.

## Описание
Автомобиль Great Wall Voleex C10 экспортировался на Ближний Восток, в Украину и Австралию с 2012 года. С 2011 года автомобиль поставлялся в Великобританию и продавался в дилерских центрах Daihatsu.

## Технические характеристики
Автомобиль Great Wall Voleex C10 оснащался 4-цилиндровым бензиновым двигателем внутреннего сгорания объёмом 1,3—1,5 литра (1298—1497 см3), мощностью 92—105 л. с. и крутящим моментом 118 Н⋅м.

## Great Wall Voleex C20R
Great Wall Voleex C20R являлся кроссовером на базе Great Wall Voleex C10. В настоящее время на его базе выпускается кроссовер Haval H1.

## Галерея

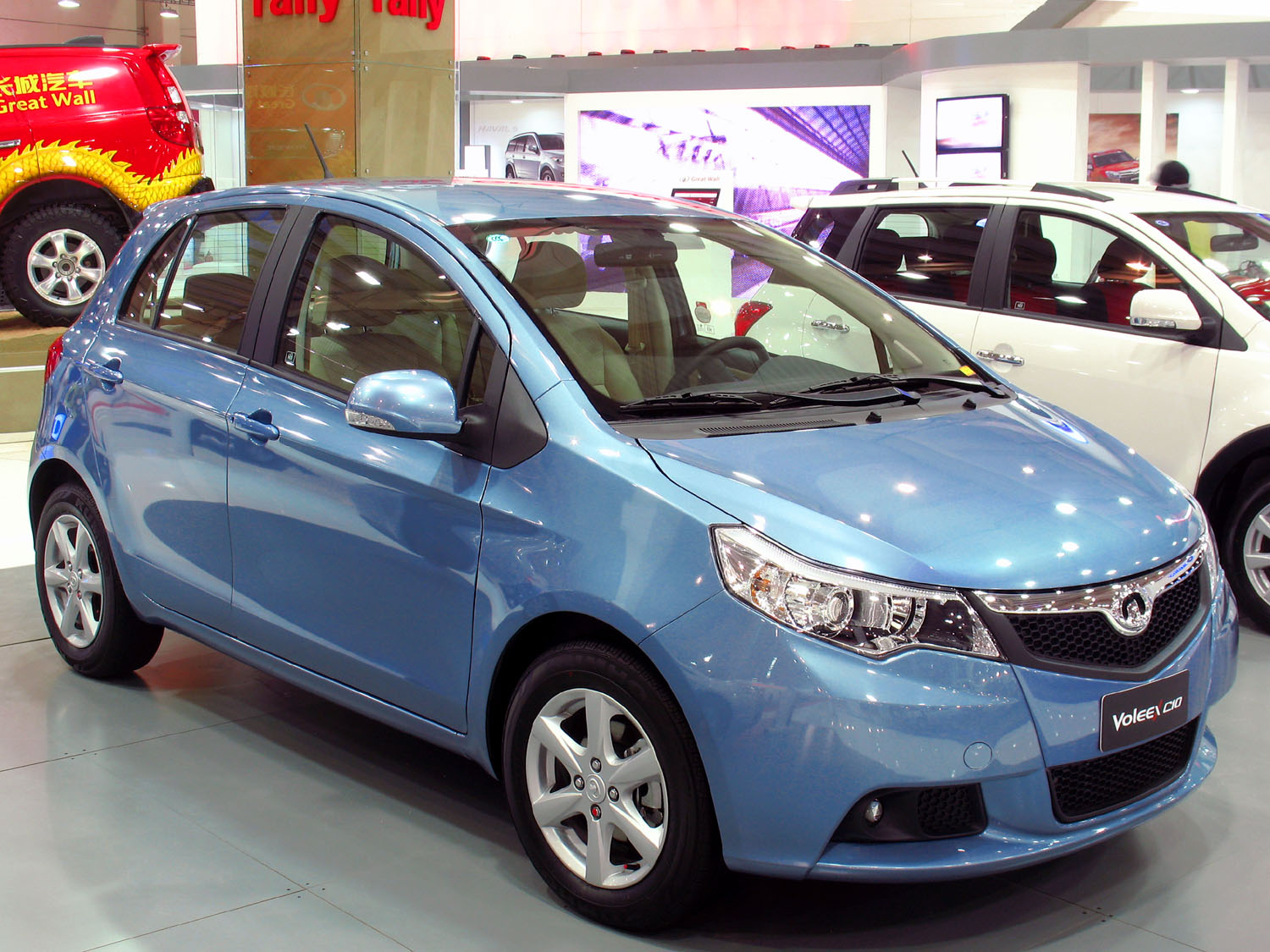
Great Wall Voleex C10
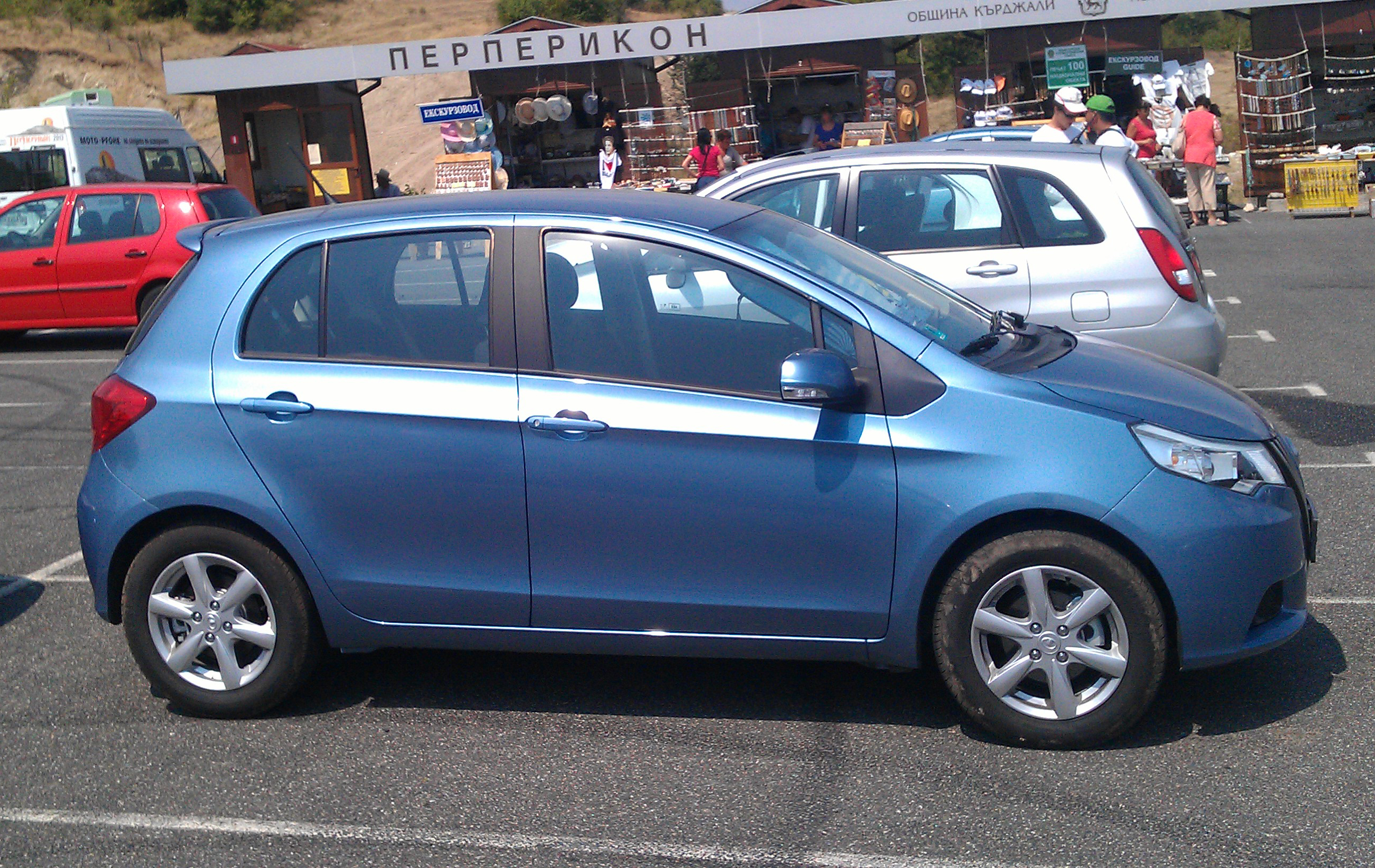
Great Wall Voleex C10
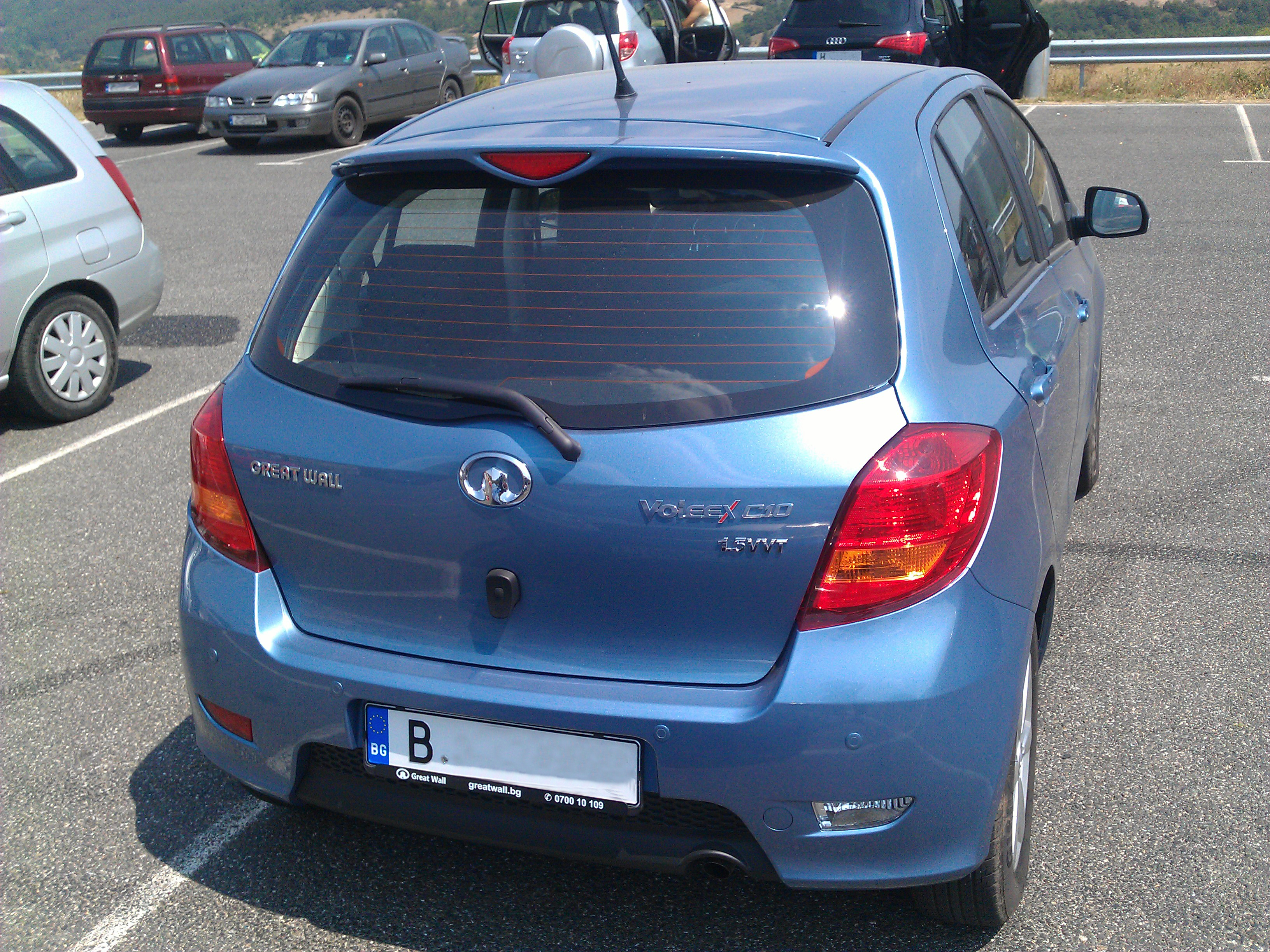
Great Wall Voleex C10
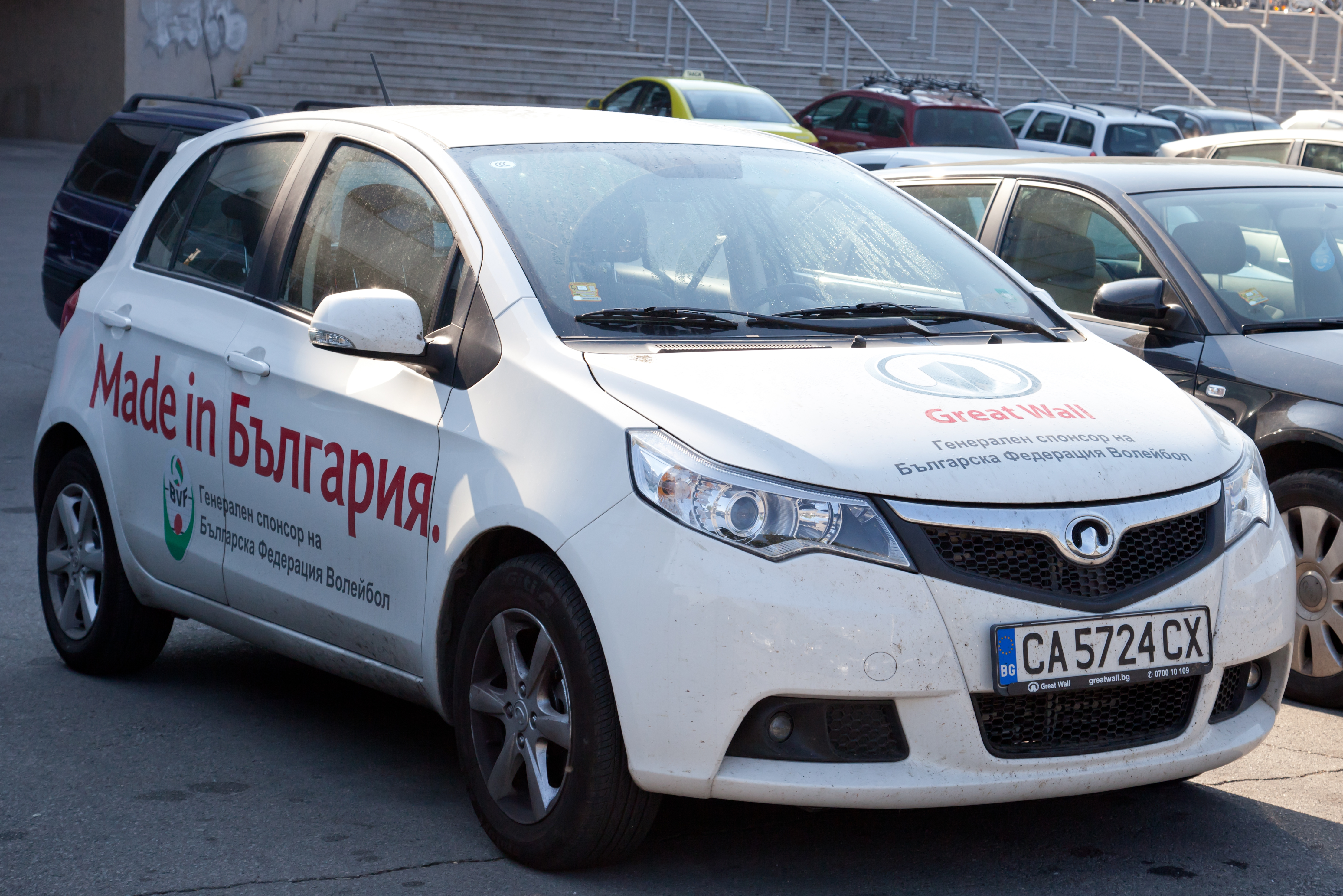
Great Wall Voleex C10, выпускавшийся с 2012 года в Болгарии
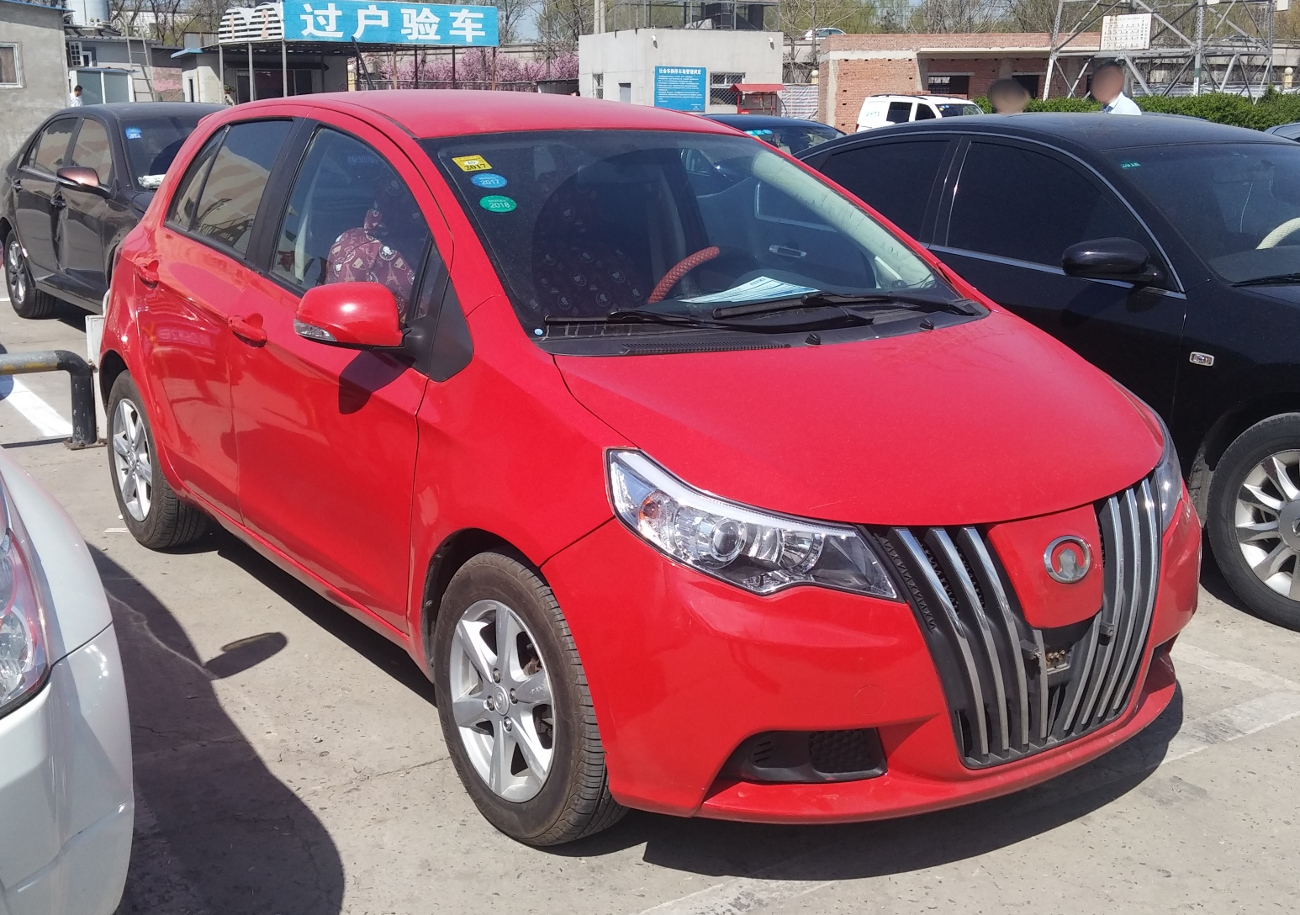
Great Wall Voleex C10 в Пекине
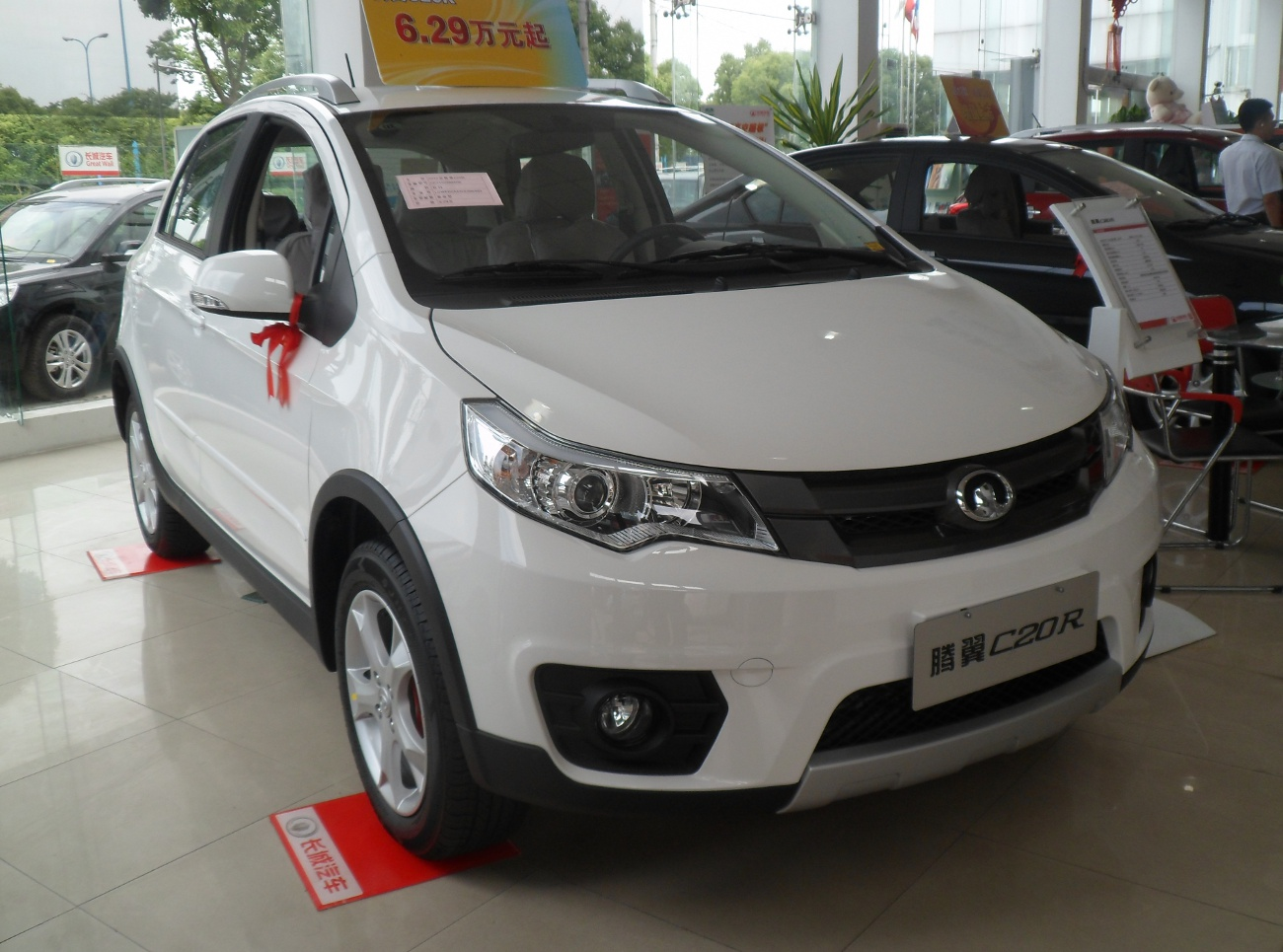
Great Wall Voleex C20R
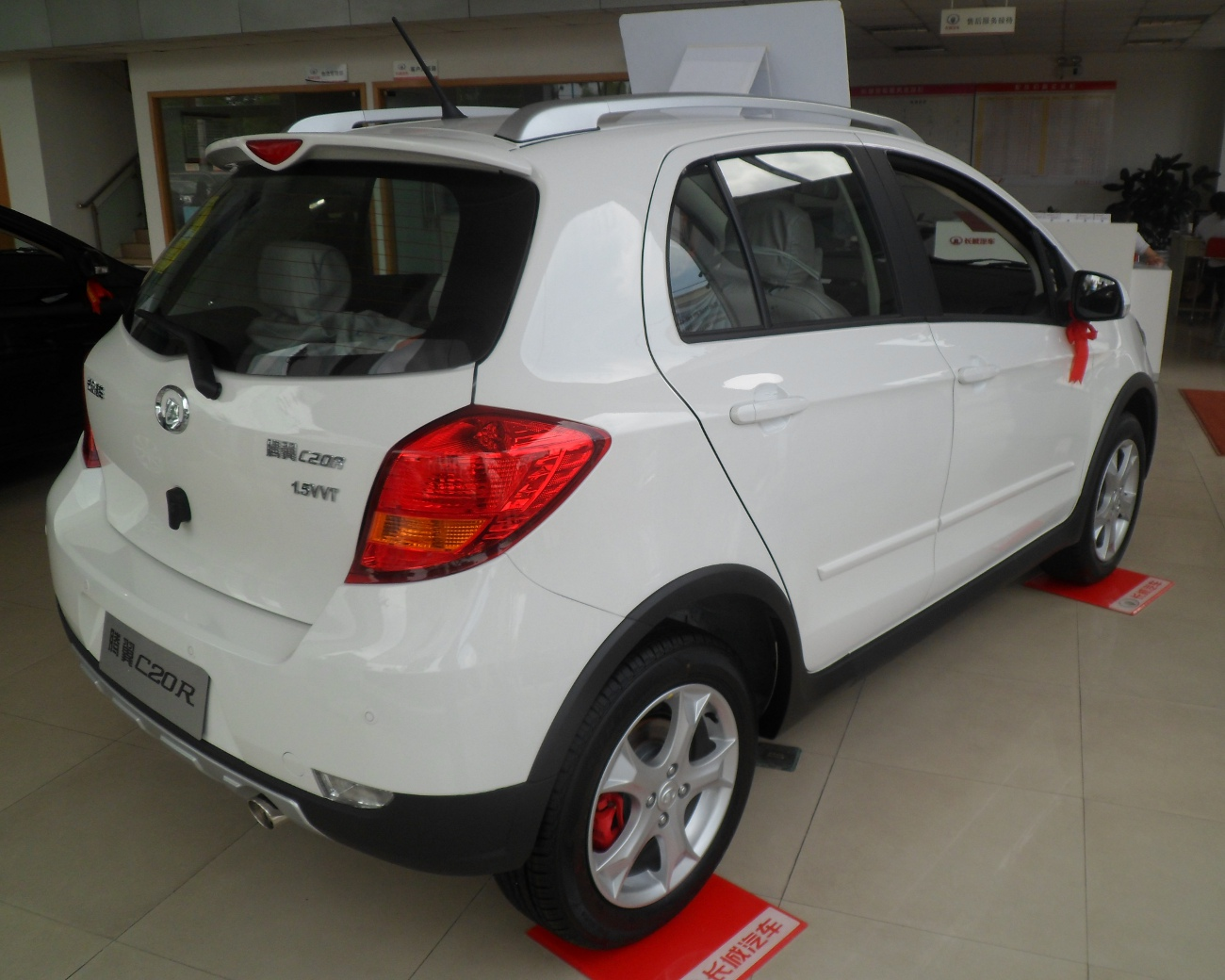
Great Wall Voleex C20R